# Boophis guibei
A Boophis guibei a kétéltűek (Amphibia) osztályába, a békák (Anura) rendjébe és az aranybékafélék (Mantellidae) családjába tartozó faj. Nevét Jean Marius René Guibé francia herpetológus, a faj első leírója tiszteletére kapta.

## Előfordulása
A faj Madagaszkár endemikus faja. A sziget keleti oldalán, Andasibétől a Ranomafana Nemzeti Parkig, valamint északabbra, Besariakánál honos, 900–1000 m-es magasságban.

## Megjelenése
Testhossza 35–40 mm. Hátának színe sárgásbarna, melyet világoszöld szegéllyel körülvett fekete pettyek tarkítanak. Végtagjai sötétbarna csíkozásúak. Oldalán világos foltok találhatók. Hasi oldala fehéres, torka felé fekete pettyekkel. Hátának bőre szemcsézett.